# Münchenstein
Münchenstein é uma comuna da Suíça, situada no distrito de Arlesheim, no cantão de Basileia-Campo. Tem 7,18 km² de área e sua população em 2018 foi estimada em 12.096 habitantes.